# 중화민국 일급상장의 목록
일급상장 (一級上將)은 상급대장에 해당하는 2000년11월1일부터 중화민국 국군의 최고군사계급이며 2013년부터 전시에만 수여하는 계급이다.

## 역대 일급상장
| 성명                          | 군종 | 사진   | 수여 받은 날짜 | 직위                                                                                     |
| ----------------------------- | ---- | ------ | -------------- | ---------------------------------------------------------------------------------------- |
| 펑위샹 (馮玉祥, 풍옥상)       | 육군 |        | 1935년         | 국민정부군사위원회부위원장, 행정원부원장겸군정부장                                       |
| 주페이더 (朱培德, 주배덕)     | 육군 |        | 1935년         | 국민정부군사위원회 참모총장，군사훈련총감부총감                                          |
| 리쭝런 (李宗仁, 이종인)       | 육군 |        | 1935년         | 제오전구사령장관，국민정부군사위원회북평행영주임，중화민국부총통, 대리총통               |
| 허잉친 (何應欽, 하응흠)       | 육군 |        | 1935년         | 국민정부군사위원회참모총장겸군정부장，육군총사령관겸참모총장，국방부장，행정원원장       |
| 장쉐량 (張學良, 장학량)       | 육군 |        | 1935년         | 동북변방군사령겸륙해공군부총사령관, 서북초비총사령부부사령                               |
| 천지탕 (陳濟棠, 진제당)       | 육군 |        | 1935년         | 국민정부군사위원회상무위원，제일집단군총사령관                                           |
| 탕성즈 (唐生智, 당생지)       | 육군 |        | 1935년         | 북벌군전적총지휘겸국민혁명군제팔군군장，제사방면군총사령관，군사참의원원장               |
| 옌시산 (閻錫山, 염석산)       | 육군 |        | 1935년         | 국민정부군사위원회부위원장, 제이전구사령장관, 행정원원장                                 |
| 천사오콴 (陳紹寬, 진소관)     | 해군 |        | 1935년         | 국민정부해군서장，해군부장，해군총사령관                                                 |
| 류샹 (劉湘, 유상)             | 육군 |        | 1938년         | 제칠전구사령장관겸제이십삼집단군총사령관                                                 |
| 차오쿤 (曺錕, 조곤)           | 육군 | 축략도 | 1938년         | 중화민국대총통，천월상공사성경략사                                                       |
| 청첸 (程潛, 정잠)             | 육군 |        | 1939년         | 국민정부군사위원회참모총장, 제일전구사령장관                                             |
| 우페이푸 (吳佩孚, 오패부)     | 육군 |        | 1939년         | 중화민국육군총장，직로예순열사                                                           |
| 쑹저위안 (宋哲元, 송철원)     | 육군 |        | 1940년         | 제일집단군총사령관，제일전구사령장관                                                     |
| 천댜오위안 (陳調元, 진조원)   | 육군 |        | 1944년         | 군사참의원원장                                                                           |
| 바이충시 (白崇禧, 백숭희)     | 육군 |        | 1945년         | 국방부장，화중초비총사령부총사령관，화중군정장관공서장관                                 |
| 천청 (陳誠, 진성)             | 육군 |        | 1947년         | 초대 국방부참모총장，중국국민당부총재，행정원원장，부총통                                |
| 류융야오 (劉詠堯, 류영요)     | 육군 |        | 1950년         | 군사위원회위원장시종실시삼처부주임，국방부차장, 대리부장, 총통부전략고문                 |
| 저우즈러우 (周至柔, 주지유)   | 육군 |        | 1951년         | 공군총사령관，참모총장                                                                   |
| 쉬융창 (徐永昌, 서영창)       | 육군 |        | 1952년         | 육군대학교장，국방부장                                                                   |
| 쉐웨 (薛岳, 설악)             | 육군 |        | 1952년         | 제구전구사령장관，서주수정공서주임，총통부참군장，광동성정부주석겸해남특별행정구방위사령 |
| 구쭈퉁 (顧祝同, 고축동)       | 육군 |        | 1954년         | 육군총사령관，참모총장겸대리국방부장                                                     |
| 구이융칭 (桂永清, 계영청)     | 해군 |        | 1954년         | 해군총사령관，참모총장                                                                   |
| 왕수밍 (王叔銘, 왕숙명)       | 공군 |        | 1958년         | 공군총사령관，참모총장                                                                   |
| 펑멍지 (彭孟緝, 팽맹집)       | 육군 |        | 1959년         | 육군총사령관，참모총장                                                                   |
| 정제민 (鄭介民, 정개민)       | 육군 |        | 1959년         | 참모차장，국가안전국국장                                                                 |
| 황제 (黃杰, 황걸)             | 육군 |        | 1960년         | 대만성정부주석，국방부장                                                                 |
| 황전추 (黃鎭球, 황진구)       | 육군 |        | 1962년         | 련합후근총사령부총사령관，총통부참군장，태북위수총사령관                                 |
| 후쭝난 (胡宗南, 호종남)       | 육군 |        | 1962년         | 서남군정장관공서부장관겸참모장，팽호방위사령부사령관                                     |
| 주사오량 (朱紹良, 주소량)     | 육군 |        | 1964년         | 제팔전구사령장관겸섬감녕변구총사령관，중경수정공서주임                                   |
| 위한머우 (余漢謀, 여한모)     | 육군 |        | 1965년         | 육군총사령관                                                                             |
| 리위시 (黎玉璽, 여옥새)       | 해군 |        | 1966년         | 해군총사령관，참모총장                                                                   |
| 가오쿠이위안 (高魁元, 고괴원) | 육군 |        | 1968년         | 참모총장，국방부장                                                                       |
| 류위장 (劉玉章, 유옥장)       | 육군 |        | 1970년         | 대만경비총사령부총사령관겸대만군관구사령                                                 |
| 류안치 (劉安祺, 유안기)       | 육군 |        | 1970년         | 김문방위사령부사령관，육군총사령관                                                       |
| 라이밍탕 (賴名湯, 뇌명탕)     | 공군 |        | 1970년         | 참모총장                                                                                 |
| 후롄 (胡璉, 호련)             | 육군 |        | 1972년         | 김문방위사령부사령관，육군부총사령관                                                     |
| 천다칭 (陳大慶, 진대경)       | 육군 |        | 1973년         | 육군총사령관，국방부장                                                                   |
| 장딩원 (蔣鼎文, 장정문)       | 육군 |        | 1974년         | 제일전구사령장관                                                                         |
| 쑹창즈 (宋長志, 송장지)       | 해군 |        | 1976년         | 국방부장                                                                                 |
| 하오보춘 (郝柏村, 학백촌)     | 육군 |        | 1981년         | 육군총사령관，참모총장，국방부장，행정원장 (국무총리)                                    |
| 천썬링 (陳燊齡, 진신령)       | 공군 |        | 1989년         | 공군총사령관，참모총장                                                                   |
| 류허첸 (劉和謙, 유화겸)       | 해군 |        | 1991년         | 해군총사령관，참모총장                                                                   |
| 뤄번리 (羅本立, 나본립)       | 육군 |        | 1995년         | 련근총사령부총사령관，참모총장                                                           |
| 탕페이 (唐飛, 당비)           | 공군 |        | 1998년         | 공군총사령관，참모총장，국방부장，행정원장                                               |
| 탕야오밍 (湯曜明, 탕요명)     | 육군 |        | 1999년         | 육군총사령관，참모총장，국방부장                                                         |
| 리제 (李傑, 이걸)             | 해군 |        | 2002년         | 해군총사령관，참모총장，국방부장                                                         |
| 리톈위 (李天羽, 이천우)       | 공군 |        | 2004년         | 공군총사령관，참모총장，국방부장                                                         |
| 훠서우예 (霍守業, 곽수업)     | 육군 |        | 2007년         | 육군총사령관，참모총장                                                                   |
| 린전이 (林鎭夷, 임진이)       | 해군 |        | 2009년         | 해군총사령관，참모총장                                                                   |
| 선이밍 (沈一鳴, 심일명)       | 공군 |        | 2020년         | 공군사령관，참모총장 헬기추락사고로 재직 중에 사망                                       |